# 荣威550
荣威550是上汽在2008年北京车展上推出的一款车型，该车源自MG罗孚RDX60项目（该项目源自罗孚75平台），MG罗孚被南汽收购并由南汽接手、在南汽被上汽收购后完成。发动机有1.8L与1.8T两种型号，变速箱有手动与自动两种型号。该款车型刚推出时有许多小毛病，在09年和10年的车型中略有修改。

## 概述
这款车在开发过程中代号为W261，源自MG罗孚RDX60项目（该项目源自罗孚75平台），MG罗孚被南汽收购并由南汽接手、在南汽被上汽收购后完成，是中英双方联手、由前罗孚工程师主导的作品，咨询方是Ricardo 2010公司和上汽团队。在2007年上海车展上，550以罗威W2概念车的形式进行了预演。
传动系统采用基于罗孚K系列发动机的1.8升160马力（119千瓦；162PS）发动机，预计2.0升涡轮增压柴油机也将加入，并可选择五速手动，或五速自动变速器。
该车采用了高科技的内饰，配备了数字仪表（罗威D5 DIGI-NEXT系统）和RMI（罗威多媒体接口，即上汽InkaNet 3G/4G接口的前身，后来被安装在荣威350、荣威360和MG GT上）数字多媒体交互系统，多功能影音娱乐系统，并配有蓝牙免提系统、USB接口和GPS。

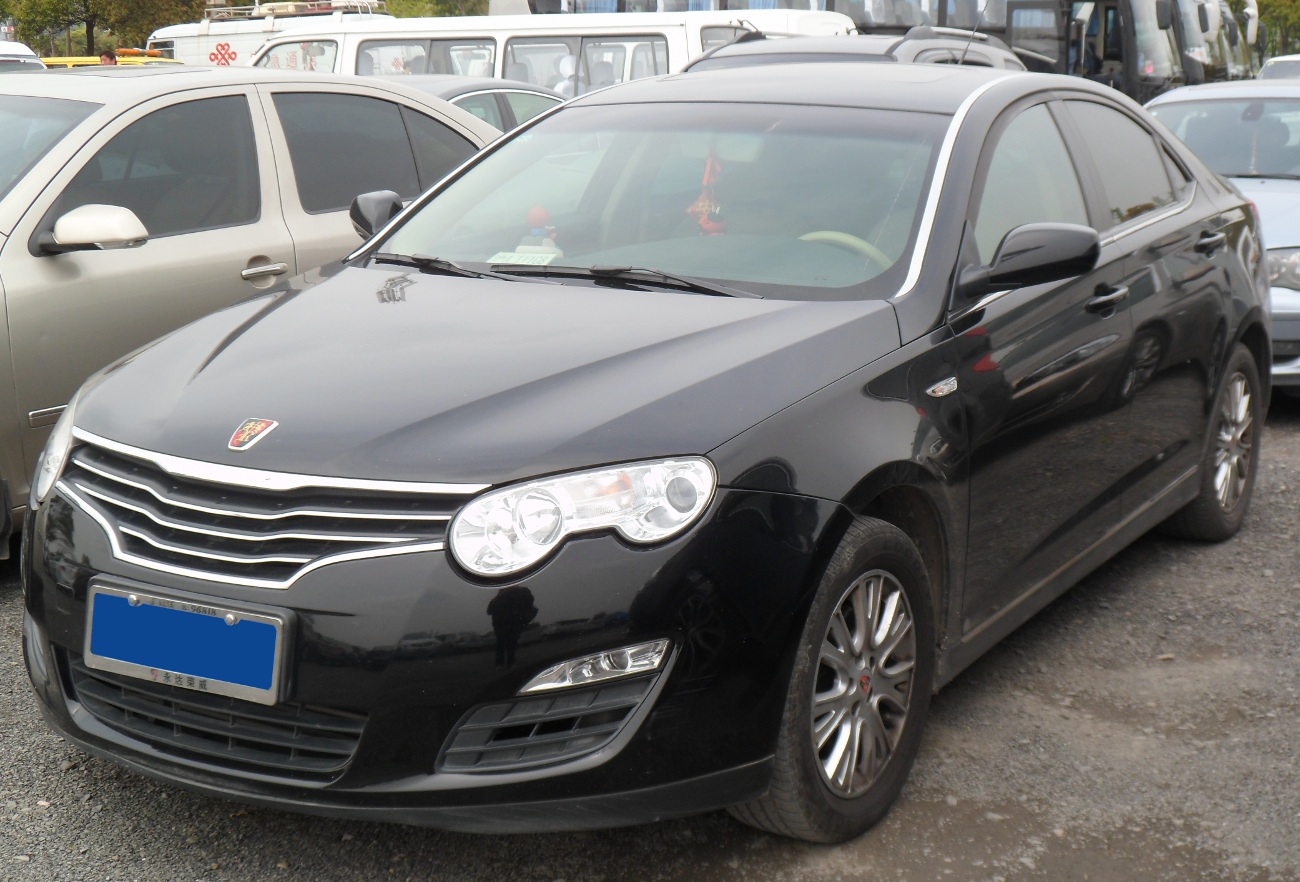
换代前
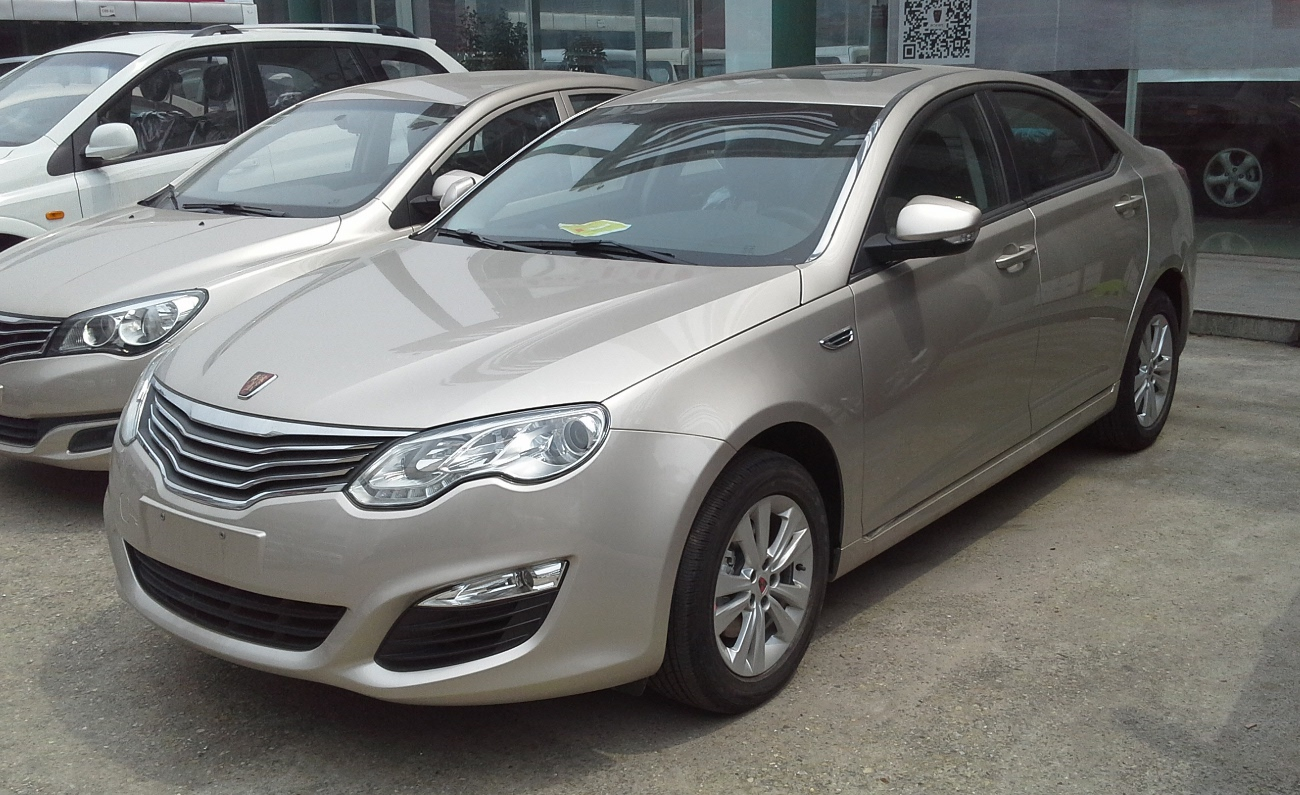
换代后
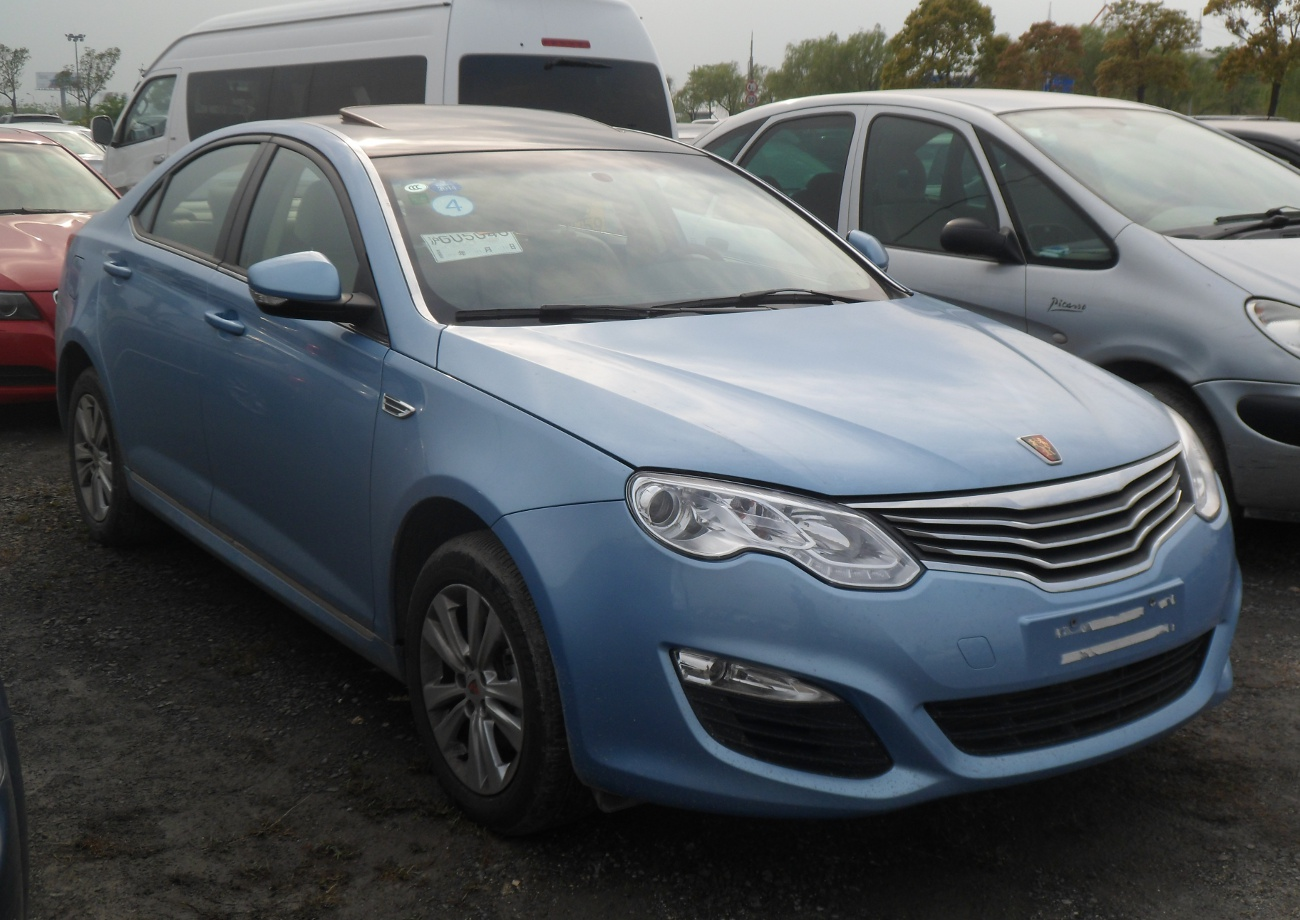
换代后

## 插电版
上汽荣威550 PHEV是本车的插电混动版本。其11.8kWhLiFePO4电池组可提供58 km（36 mi）的全电动续航里程。
截止到2015年12月，累计销量为11,711辆，其中2015年全年销量为10,711辆。。

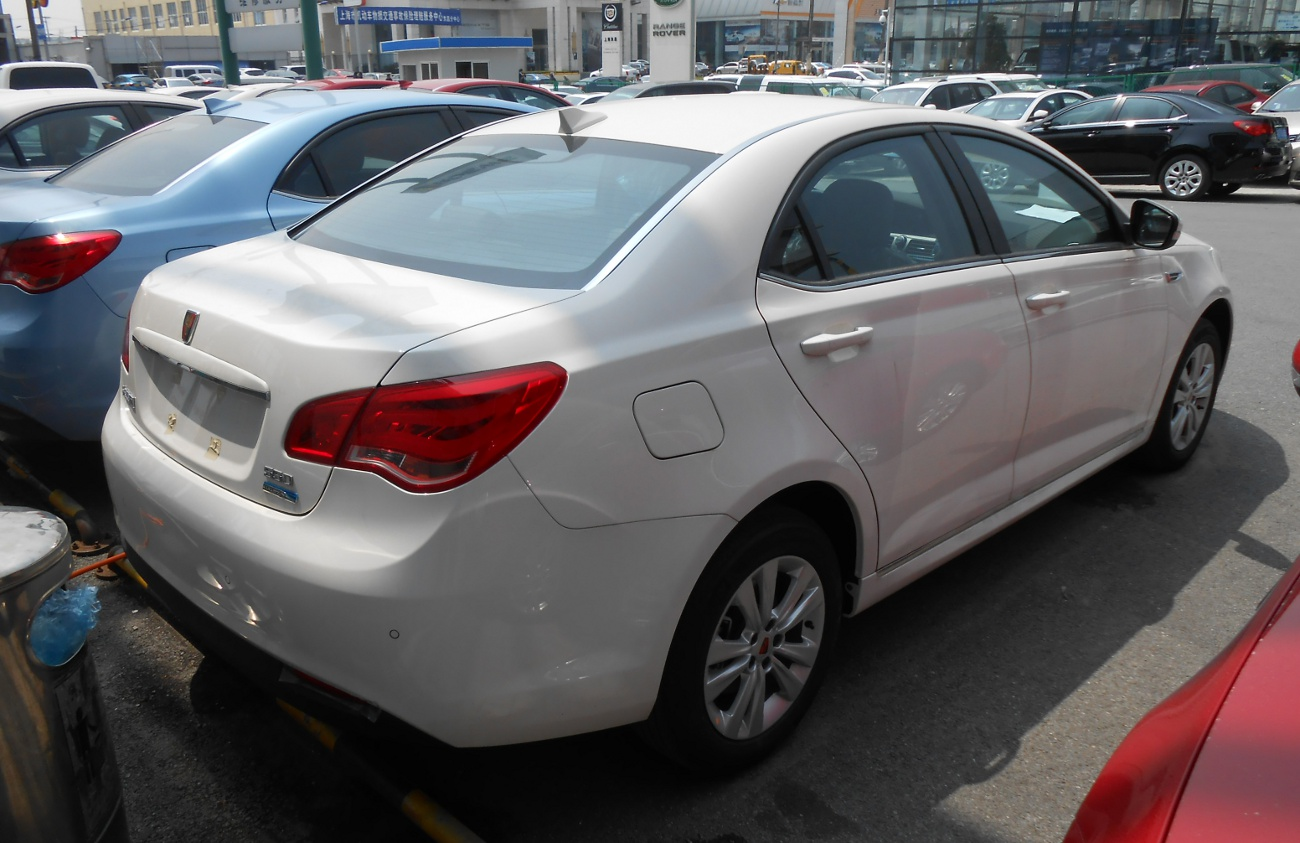
改款550（后）。
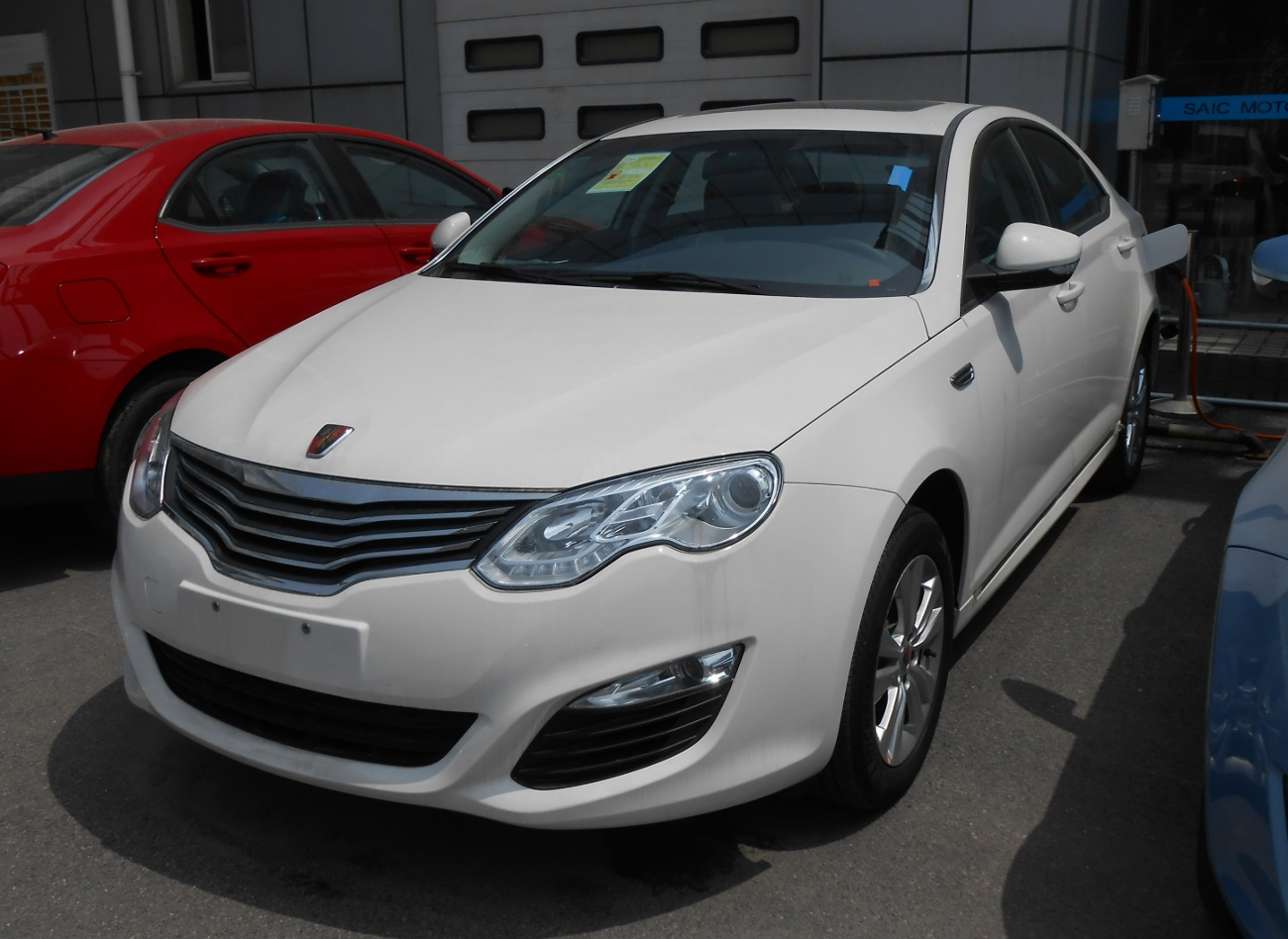
e550 插电式混合动力。